# Acraea arsa
Acraea arsa är en fjärilsart som beskrevs av Hans Fruhstorfer 1917. Acraea arsa ingår i släktet Acraea och familjen praktfjärilar. Inga underarter finns listade i Catalogue of Life.